# Burislev
Burislev var sammen med Kol en svensk tronprætendent, der stammede fra Sverkerslægten. Sammen udfordrede de Knut Eriksson om kongemagten i Sverige, der kom fra Erikslægten, og de samregerede cirka 1167–1173.
Hans eksakte afstamning er usikker. Om Kol og Burislev var brødre, halvbrødre eller onkel og nevø vides ikke, men de var efterkommere til kong Sverker Karlsson den ældre. I Kong Valdemars Jordebog står at Sverker havde en søn ved navn Burislev. De kan have kontrolleret et langt større område end Östergötland, som var basen for deres dynasti. 
Det menes at Burislev blev myrdet af kong Knuts mænd, eller at han flygtede til Polen i eller før år 1173.